# Une cantate de Noël
Une cantate de Noël est une cantate pour baryton solo, voix d'enfants, chœur mixte, orgue et orchestre de Arthur Honegger, composée entre 1940 et 1953.

## Histoire
Le dramaturge suisse Cäsar von Arx (1895-1949) avait le projet d'écrire une passion, d'après une tradition de Jeux de la Passion de la commune de Selzach. Il commence à y travailler avec le compositeur Arthur Honegger à partir de 1940. Arx se suicide en juillet 1949, et Honegger abandonne ce projet de Passion de Selzach.
Le chef d'orchestre Paul Sacher convainc le compositeur de garder une partie de cette œuvre inachevée pour en faire une cantate de Noël. Prévue pour noël 1951, la création se fait finalement le 8 décembre 1953, avec le baryton Derrick Olsen, le chœur de l'orchestre de chambre de Bâle dirigé par Paul Sacher.

## Analyse
L'œuvre reprend des textes liturgiques en latin et mêle des chants de noël en allemand et en français, suivant la tradition musicale du Quodlibet. Elle contient les mélodies de  O du fröhliche, Stille Nacht, Es ist ein Ros entsprungen ou encore Il est né le divin enfant.

## Discographie
- Pierre Mollet (baryton), Maurice Duruflé (orgue de l'église Saint-Eustache), les petits chanteurs de Versailles, Chorale Élisabeth Brasseur, Orchestre de la Société des concerts du Conservatoire dirigé par Georges Tzipine (1954)
- Camille Maurane (baryton), Henriette Puig-Roget (orgue), chœur et maîtrise de l'ORTF dirigés par Marcel Couraud, Orchestre national de l'ORTF dirigé par Jean Martinon (1971)
- Václav Zítek (baryton), Jaroslav Tvrzský (orgue), chœur d'enfants Kühn, chœur et orchestre philharmonique tchèque dirigés par Libor Pešek (1984)
- James Rutherford (baryton), Robert Court (orgue), BBC National Chorus of Wales, Tewkesbury Abbey Schola Cantorum, Dean Close School Chamber Choir, BBC National Orchestra of Wales dirigé par Thierry Fischer (2008)